# Alina Berzunțeanu
Alina Berzunțeanu (n. 10 noiembrie 1974, Iași, România) este o actriță română de scenă, voce, televiziune și film.

## Biografie
Alina Berzunțeanu a absolvit Institutul de Artă Teatrală și Cinematografică în 1997 la clasa profesorului Gelu Colceag. 
După absolvire, în perioada 1997–2012, actrița a jucat pe scena Teatrului Bulandra, apoi pe scena Studioului Cassandra (2012-2014), iar din 2014 este angajata Teatrului Odeon.

## Operă

### Filmografie[4]
- Grigore si Marieta (1996)
- Occident (2002) - traducătoarea
- Moartea domnului Lăzărescu (2005) - dr. Zamfir
- Francesca, 2009,  în rolul
- Visul lui Adalbert (2011)
- Wonderland, 2012, în rolul
- După dealuri, 2012, în rolul doctoriței Radu,
- Despre oameni si melci, 2012, în rolul Carmen[5],
- O poveste lungă, 2013, în rolul Doina,
- Marea Neagră, 2013,
- America, venim!, 2014, în rolul Magda[6]
- Quod erat demonstrandum, 2014, în rolul Valeria Amohnoaiei,
- 6.9 pe scara Richter (2016, regia Nae Caranfil), în rolul Actrița #1.

### Televiziune
- Războiul sexelor”, difuzat de Acasă TV
- Vine poliția![7]

### Puneri în scenă
- Hamlet, după William Shakespeare, la Unteatru, București, un spectacol de: Alina Berzunțeanu, Richard Bovnoczki și Peter Kerek[8]

## Premii, recunoaștere
Actrița a fost recompensată cu premiul Gopo pentru cea mai bună actriță în rol secundar la ceremonia din 2015 pentru rolul Valeria Amohnoaiei din filmul Q.E.D., regia Andrei Gruzsniczki.